# Адолф VII фон Холщайн
Адолф VII фон Холщайн (на немски: Adolf VII, Graf von Holstein-Schauenburg-Segeberg * ок. 1270; † пр. 15 октомври 1315 г. в дворец Зегеберг, Бад Зегеберг, Шлезвиг-Холщайн) от род Шауенбург, е от 1308 г. граф на Холщайн-Зегеберг.

## Биография
Той е син на граф Йохан II фон Холщайн-Кил († 1320) и съпругата му Маргарета Датска († 1306), дъщеря на датския крал Кристофер I († 1259) и принцеса Маргарет Самбирия Померанска († 1282). Майка му е сестра на крал Ерик V 'Клипинг' († 1286). Брат му Кристоф (1296 – 1313) умира при падане от прозорец в един от замъците.
Адолф последва чичо си Адолф V през 1308 г. като граф на Холщайн-Зегеберг.
Той умира бездетен пр. 15 октомври 1315 г. в дворец Зегеберг. Убит е в леглото от дворцовия хауптман Хартвиг Ревентлов.

## Фамилия
Адолф VII фон Холщайн се жени сл. 18 октомври 1312 г. за Лиутгард фон Мекленбург (* ок. 1289; † 1352), вдовица на граф Герхард II фон Хоя (* ок 1280; † 1313), дъщеря на княз Йохан III фон Мекленбург († 1289) и Хелена фон Рюген († 1315). Бракът е бездетен.
Лиутгард фон Мекленбург се омъжва трети път сл. 22 ноември 1318 г. за граф Гюнтер II фон Линдов-Рупин (* 1312: † ок. 1338) и има с него пет деца.